# Аччыгый-Саккырыр
Аччыгы́й-Саккыры́р — река в Республики Саха. Левый приток Бытантая. Длина реки — 86 км (от истока Менгюлечяна — 123 км). Площадь водосборного бассейна — 1840 км².
Аччыгый-Саккырыр образуется слиянием рек Аччыгый-Кидимде и Менгюлечян на восточных склонах хребта Орулган в системе Верхоянского хребта на высоте более 758 м над уровнем моря. Течёт преимущественно на восток и северо-восток по территории Эвено-Бытантайского улуса. Населённые пункты на реке отсутствуют. Впадает в Бытантай несколькими рукавами по левому берегу на отметке менее 348 м над уровнем моря, выше впадения реки Улахан-Саккырыр, в 294 км от впадения Бытантая в Яну. Ширина перед устьем — 35-50 м при глубине 1 м; скорость течения в низовьях составляет 1,4 м/с.

## Основные притоки
Указаны притоки длиной 20 км и более
| Название        | Расстояние от устья | Длина | Положение |
| --------------- | ------------------- | ----- | --------- |
| Сытыган         | 34                  | 23    | левый     |
| Чубукалах       | 45                  | 34    | правый    |
| Няркылах        | 62                  | 34    | правый    |
| Аччыгый-Кидимде | 86                  | 24    | левый     |
| Менгюлечян      | 86                  | 37    | правый    |

## Данные водного реестра
По данным государственного водного реестра России и геоинформационной системы водохозяйственного районирования территории РФ, подготовленной Федеральным агентством водных ресурсов:
- Бассейновый округ — Ленский
- Речной бассейн — Яна
- Речной подбассейн — Яна ниже впадения Адычи
- Водохозяйственный участок — Бытантай
- Код водного объекта — 18040300112117700024408